# Menjamel de les Aru
El menjamel de les Aru (Meliphaga aruensis) és un ocell de la família dels melifàgids (Meliphagidae).

## Hàbitat i distribució
Viu entre la malesa del bosc, a les illes Aru i a Waigeo i Batanta (illes Raja Ampat), a Nova Guinea, incloent Yapen, Arxipèlag D'Entrecasteaux i Illes Trobriand.